# Ла-Шоссад
Ла-Шосса́д (фр. La Chaussade, окс. La Chauçada) — коммуна во Франции, находится в регионе Лимузен. Департамент коммуны — Крёз. Входит в состав кантона Бельгард-ан-Марш. Округ коммуны — Обюссон.
Код INSEE коммуны — 23059.

## Население
Население коммуны на 2010 год составляло 117 человек.
| 1962 | 1968 | 1975 | 1982 | 1990 | 1999 | 2010 |
| ---- | ---- | ---- | ---- | ---- | ---- | ---- |
| 140  | 123  | 111  | 108  | 105  | 104  | 117  |

## Экономика
В 2010 году среди 68 человек трудоспособного возраста (15—64 лет) 49 были экономически активными, 19 — неактивными (показатель активности — 72,1 %, в 1999 году было 63,9 %). Из 49 активных жителей работали 46 человек (23 мужчины и 23 женщины), безработных было 3 (1 мужчина и 2 женщины). Среди 19 неактивных 6 человек были учениками или студентами, 8 — пенсионерами, 5 были неактивными по другим причинам.